# Queratosi actínica
La queratosi actínica (QA), de vegades anomenada queratosi solar o queratosi senil, és una lesió precancerosa de la pell mostrant una àrea lleument engruixida, escamosa i rugosa. És un trastorn dels queratinòcits de l'epidermis que és induït per l'exposició a la llum ultraviolada (UV).
Aquests creixements són més freqüents en persones de pell clara i en aquells que es s'han exposat amb freqüència al sol. Es creu que es formen quan la pell es fa malbé per la radiació UV del sol o dels llits de bronzejat, generalment al llarg de dècades. Atesa la seva naturalesa precancerosa, si no es tracten, poden convertir-se en un tipus de càncer de pell anomenat carcinoma de cèl·lules escatoses. Les lesions no tractades tenen un risc de fins a un 20% de progressió a carcinoma de cèl·lules escatoses, pel que es recomana el tractament per part d'un dermatòleg o d'un metge de família experimentat.
Les queratosis actíniques apareixen típicament com a zones lleument engruixides, escatoses que sovint es noten seques i aspres. La mida habitualment oscil·la entre 2 i 6 mm, però poden arribar a tenir diversos centímetres de diàmetre. Les QA sovint es noten al tacte abans de veure-les, i la textura de vegades es compara amb el paper de vidre. Poden ser fosques, clares, marrons, rosades, vermelles, una combinació de totes aquestes, o tenir el mateix color que la pell que l'envolta.
Donada la relació causal entre l'exposició al sol i el creixement de la QA, sovint apareixen sobre un fons de pell danyada pel sol i en zones que solen estar exposades al sol, com ara la cara, les orelles, el coll, el cuir cabellut, el pit, el dors de les mans, els avantbraços o els llavis. Com que l'exposició al sol rarament es limita a una àrea petita, la majoria de les persones que tenen QA en tenen més d'una.
Si els resultats de l'exploració clínica no són típics de la QA i davant de la possibilitat d'un carcinoma escatós de la pell in situ o invasiu llavors cal considerar una biòpsia o excisió per al diagnòstic definitiu.
Amb un seguiment dermatològic les QA es poden tractar abans que progressin cap a càncer de pell. Si el càncer es desenvolupa a partir d'una lesió de QA, es pot detectar precoçment amb un seguiment estret, en un moment en què és probable que el tractament tingui una taxa de curació elevada. Hi ha disponibles múltiples opcions de tractament per a la QA:
- La crioteràpia s'utilitza freqüentment quan hi ha poques lesions i ben definides,[12] però es pot produir un alleugeriment o hipopigmentació de la pell no desitjada al lloc de tractament.[13]
- Les cremes tòpiques, com ara fluorouracil (Tolak), imiquimod (Imikeraderm, Imunocare, Zyclara) o diclofenac (Solaraze),[14] poden requerir l'aplicació diària a les zones afectades de la pell durant un període de temps típic de setmanes.[15]
- La teràpia fotodinàmica (TFD) és una opció per al tractament de nombroses lesions de QA en una regió de la pell.[16] Implica l'aplicació d'un fotosensibilitzador a la pell seguida d'il·luminació amb una font de llum forta.